# Франчайзер
Франчайзер (од англ. franchiser — правовласник, од фр. franchissage — пільга, привілей) — сторона франчайзингової угоди; фізична чи юридична особа, яка продає франчайзі ліцензію на використання своєї торгової марки, методів ведення бізнесу, ноу-хау та виробничої системи.
В Українському законодавстві немає терміна «франчайзер». Його замінює термін «правовласник», який є стороною договору комерційної концесії. Діяльність «правовласників» регулюється окремими статтями Цивільного та Господарського кодексів України.
Відсутність єдиного законодавчого підходу до франчайзингу в Україні створює проблеми насамперед для українських франчайзерів. Так у 2009 році до десятки лідерів зуміла пробитися лише одна вітчизняна компанія-франчайзер — «Система швидкого харчування» (FFS).
Франчайзіат — маловідома фірма чи дрібний підприємець, що одержали від франчайзера право на діяльність під його товарним знаком і зобов'язуються додержувати запропоновані стандарти якості.